# Johann Heinrich Jung (Bergmeister)

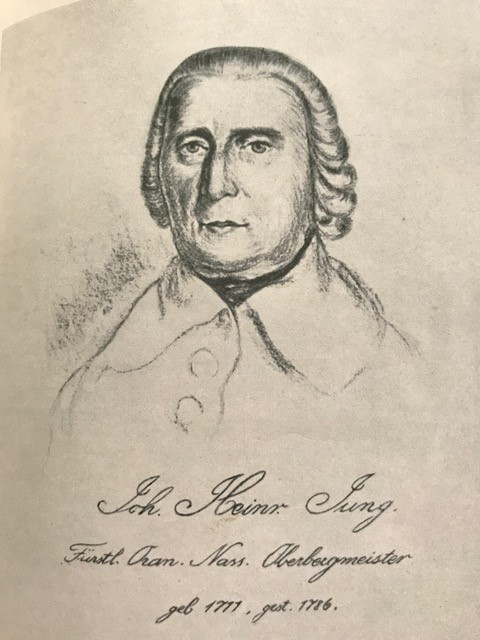
Johann Heinrich Jung

Johann Heinrich Jung (* Februar 1711 in Grund, Fürstentum Nassau-Siegen; † 27. Februar 1786 in Littfeld) war ein deutscher Oberbergmeister und Industriepionier in Oranien-Nassau.

## Leben
Getauft wurde Johann Heinrich Jung am 22. Februar 1711 in der reformierten Pfarrkirche zu Hilchenbach. Der genaue Geburtstag ist nicht bekannt und liegt wahrscheinlich in der Woche zuvor. Er war das erstgeborene Kind der Eheleute Johann Eberhard Jung (1680–1751) und Margarethe Jung geb. Helmes (1686–1765). Sein Bruder Johann Helmann Jung kam 1716 zur Welt. Dieser wurde später der Vater von Johann Heinrich Jung-Stilling (1740–1817), Johann Heinrich Jung wurde dessen Patenonkel. J.H. Jung kam mit 6 Jahren in die Schule seines Heimatdorfes Grund. Diese war vorwiegend eine „Winterschule“, in der Zeit von Ende April bis September mussten die Kinder in Haus und Hof mitarbeiten. Im Haus Fürstentum Nassau-Siegen bestand 1717 für alle Kinder zwischen sechs und zehn Jahren Schulpflicht. Eine weiterführende Lateinschule konnte J.H. nicht besuchen, da er zu Hause zur Arbeit gebraucht wurde. Auch konnten die Eltern weder den Schulbeitrag noch die Kosten für Bücher bezahlen. Die auffällige Häufung des Vornamens „Johann“ hängt lt. Merk (s. Literatur) mit der Landesherrschaft zusammen. Die Siegener Regenten gaben durch die Jahrhunderte diesen Vornamen weiter.

### Berufliche Anfänge
Johann Heinrich Jung wurde nach Abschluss der Schulzeit Köhlergehilfe bei seinem Vater und lernte das Handwerk von Grund auf. Neben dem Beruf widmete sich J.H. hauptsächlich dem Lesen von Büchern über Astronomie, Mechanik und Mathematik. Der Rentmeister des Stift Keppel, Johannes Aurand, gab dem Jungen kostenlose Mathematikstunden. J.H. ging abends nach der Waldarbeit zu Fuß den rund einstündigen Weg nach Allenbach und kehrte gegen Mitternacht ins elterliche Haus zurück.
1726 wurde J.H. Jung von den Bauern der Nachbargemeinde Lützel zum Lehrer gewählt. Für J.H. Jung bot sich als Lehrer insbesondere die Gelegenheit, seine Studien fortzusetzen. Er fing an zu Drechseln und fertigte u. a. eine hölzerne Uhr, die die technische Begabung und das schöpferische mechanische Talent Jungs zeigte.
Im folgenden Jahr wählte auch die Heimatgemeinde Grund J.H. Jung zum Lehrer. Er setzte seine mechanischen Arbeiten fort und fertigte im Auftrag auch Spinnräder und Röhren aus Holz. Eine seiner selbst hergestellten Uhren zeigte neben der Zeit auch den Mondwechsel, das Datum sowie den Stand wichtiger Gestirne an. Die dafür notwendigen Werkzeuge fertigte er überwiegend ebenfalls selbst. Daneben studierte er die Vermessungskunst.
1729 wählte ihn die Gemeinde Littfeld zum Schulmeister. J.H. Jung setzte sich ganz für die Bildung der Kinder ein, fand daneben aber auch noch Zeit für seine Studien sowie zur handwerklichen Arbeit, wobei ihm der Verkauf seiner Drechslerarbeiten ein kräftiges Zubrot einbrachte.
Da Littfeld zu dieser zeit ganz vom Bergbau geprägt ist, verlegte sich J.H. Jung auch auf die Markscheidekunst. Markscheiden nennt man die Vermessung und Berechnung der Gruben unter Tage, wobei dem Markscheider die Aufgabe zukommt, die Stellen festzulegen, an denen Wetterschächte in den Berg getrieben werden sollen. Von der Genauigkeit der Berechnung hängt die Wirtschaftlichkeit einer Grube ganz besonders ab. Bald genoss J.H. Jung einen ausgezeichneten Ruf, da er bis auf den Zentimeter genau Gangkarten zeichnen und gesuchte Punkte bestimmen konnte, wobei er seine Werkzeuge selbst baute. Nach und nach entwickelte sich Jung zum Sachverständigen für Metall- und Gesteinskunde.

### Familienbildung

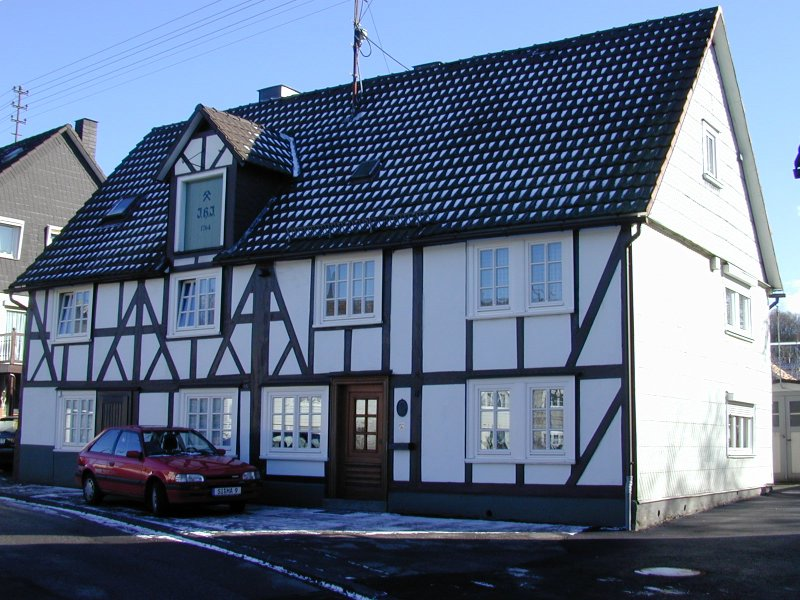
Jungs Wohnhaus in Littfeld

Ende Mai 1733 heiratete J.H. Jung die um drei Jahre jüngere Anna Eva Schlooß (1714–1744) aus Littfeld. Sie hatten insgesamt 6 Kinder, 3 Töchter und 3 Söhne. Ihr Sohn Johann Helmann Jung (1734–1809) folgte seinem Vater als Bergbeamter und wurde Bergmeister und Hüttenkommissar in Müsen. Er heiratete 1758 die Tochter des früheren Bergmeisters Jakob Meußborn zu Müsen Maria Christine (1741–1814). Dieser Ehe entstammten acht Kinder, von denen das Jüngste, Johann Jakob Jung (1779–1849) den unternehmerischen Grundstein für den von seinen Nachkommen 1883 gegründeten Hessen-Nassauischen Hüttenverein legte und dessen Enkel, der Kommerzienrat Gustav Jung (1859–1929), den weiteren Ausbau des Unternehmens zu einem der führenden Montankonzerne des Lahn-Dill-Raumes vorantrieb. Auf einem Grundstück aus der Mitgift seiner Frau baute J.H. Jung 1764 ein eigenes Haus. Es steht heute unter Denkmalschutz und ist bis heute von seinen Nachfahren bewohnt. Schlägel und Eisen und die Aufschrift „J.H.J. 1764“ kennzeichnen den Fachwerkbau bis heute.

### Vermessung und Bergwerkstätigkeit
Bereits 1745 erscheint J.H. Jung als kurkölnischer Landmesser in einem Lagerbuch des Freiherrn von Fürstenberg, er übernahm die Vermessung der Fürstenbergischen Ländereien. Mit Vertrag vom 31. März 1754 wurde ihm die Vermessung der Grafschaft Mark übertragen, die Arbeiten zogen sich bis 1756 hin. Ab 1760 übergab J.H. Jung das Landmessergewerbe seinem Bruder Johann Helmann. Er selbst wurde nur noch in Ausnahmefällen auf diesem Gebiet tätig.
Auf Betreiben von J.H. Jung wurde bereits 1737 beim zuständigen Amtsgericht in Krombach eine Gewerkschaft („Personenvereinigung zum gemeinsamen Betrieb eines Bergwerks“) gegründet. Es wurden 128 Kuxe ausgegeben. Am 10. August 1737 wurde damit die Arbeit in einer verlassenen Grube („Plätze“) wieder aufgenommen. J.H. Jung entwirft u. a. eine Wasserhebeanlage sowie eine Fördermaschine speziell für diese Grube. In Dankbarkeit an J.H. Jung benannten seine Nachfahren das Bergwerk 1820 in „Heinrichssegen“ um. Bis 1918 wurde Erz gefördert, bis 1927 die Förderung der mit ihr verbundenen Grube Victoria.
In der Grube Stahlberg bei Müsen löste J.H. Jung 1755 eine handgetriebene Haspel durch eine wassergetriebene Förderwinde ab. Diese lief bis zum Durchschlag des Müsener Erbstollens im Jahr 1780 problemlos. Ebenso eine von Jung für die Grube „Stahlberg“ erfundene und gebaute Wasserhebemaschine.
Auch eine andere Besonderheit der Grube „Stahlberg“ wurde von J. H. Jung konzipiert und gebaut: Eine „Treppe“, auf der man einen bequemen Niederstieg durch alle Geschosse des Bergwerks hat. Diese Treppe reichte sowohl hinunter auf den tiefsten Gang als auch hinauf zum Auftritt aus dem Berg.

### Weitere Bautätigkeiten
- 1758 / 1759: Bau eines Erzpochwerkes bei Littfeld zur Aufbereitung von Erz
- Errichtung einer Sägemaschine für den hohen Holzbedarf der Bergwerke
- Bau einer Erzschmelzhütte in Littfeld
- Errichtung einer Windmühle auf einer Grube bei Olpe
- Bau eines Reckhammers bei Littfeld zur Herstellung von Flacheisen
- Errichtung einer Feilenfabrik bei Müsen (ca. 1770)
- Bau einer wassergetriebenen Pumpmaschine für die Grube Victoria in den Jahren 1779 und 1780

1757 wurde Jung zum Bergmeister ernannt. Daneben war der gelernte Köhler Landmesser, Markscheider, Mechaniker, Ingenieur, Berg- und Hüttensachverständiger sowie Unternehmer in einem. Trotzdem fand er Zeit, sich ab 1779 der Beobachtung der Himmelskörper zu widmen, wofür er ein astronomisches Schaugerät erfand, das die Veränderungen der wichtigsten Gestirne darstellt. Wegen der großen Verdienste, die er sich um den Bergbau erworben hatte, wurde er 1785 zum Oberbergmeister ernannt.

### Tod und Erinnerung
Johann Heinrich Jung starb 1786 an einer Kolik; andere sagen nach einem Reitunfall. Er wurde am 28. Februar d. J. auf dem Friedhof in Krombach beerdigt, sein Grab befindet sich noch heute vor dem Eingang der evangelischen Kirche. In Littfeld ist sowohl eine Straße als auch die Grundschule nach ihm benannt.

## Weitere Quellen
- Untere Denkmalbehörde der Stadt Kreuztal
- Archiv der Stadt Kreuztal